# Deutsche Handballmeisterschaft (Frauen) 1973
Für die Endrunde um die 16. deutsche Meisterschaft im Hallenhandball der Frauen hatten sich die Meister der fünf Regionalverbände Süd, Südwest, West, Nord und Berlin qualifiziert. Zunächst wurde ein Vorrundenspiel ausgetragen, dessen Sieger in das Halbfinale einzog. Die beiden Halbfinalsieger bestritten in Rüsselsheim das Finale um die deutsche Meisterschaft. Deutscher Meister wurde TuS Eintracht Minden.

## Spielergebnisse

### Vorrunde
- PSV Grünweiß Frankfurt – 1. FC Nürnberg 5:11

### Halbfinale
- 1. FC Nürnberg – TSV GutsMuths Berlin 14:11, 11:10
- TuS Eintracht Minden – Hamburger TS 19:17, 16:11

### Finale
- TuS Eintracht Minden – 1. FC Nürnberg 9:3 (4:1)